# 毛果飞蛾藤
毛果飞蛾藤（学名：Porana racemosa var. sericocarpa）是旋花科飞蛾藤属飞蛾藤的变种。分布于中国大陆的云南等地，生长于海拔2,000米至2,500米的地区，一般生长在山坡路旁和草坡，目前尚未由人工引种栽培。